# Шошони (Калифорнија)
Шошони (енгл. Shoshone) насељено је место без административног статуса у америчкој савезној држави Калифорнија.

## Демографија
По попису из 2010. године број становника је 31, што је 21 (-40,4%) становника мање него 2000. године.
| Група             | 2000.      | 2010.      |
| Белци             | 45 (86,5%) | 28 (90,3%) |
| Афроамериканци    | 0 (0,0%)   | 1 (3,2%)   |
| Азијати           | 0 (0,0%)   | 0 (0,0%)   |
| Хиспаноамериканци | 4 (7,7%)   | 0 (0,0%)   |
| Укупно            | 52         | 31         |